# Cumbia villera
La cumbia villera es una corriente dentro de la cumbia nacida en Argentina en 1999, y posteriormente siendo popularizada en otros países de Hispanoamérica. En torno a esta corriente surgieron los cumbieros como subcultura.
Recibió la denominación de cumbia villera en el año 2000, a partir de la publicación del disco Cumbia villera, de Yerba Brava, que fue emblemático.
La cumbia villera utiliza la jerga de las clases populares del Área Metropolitana de Buenos Aires, así como parte del tradicional lunfardo, presentando un lenguaje conciso y coloquial. La mayor parte de las canciones tratan acerca de la vida cotidiana en los barrios populares y las villas de emergencia de Argentina, regularmente haciendo referencias al alcohol, las drogas, la delincuencia, la vida carcelaria, el sexo, la violencia y antipatía hacia la policía, los políticos y el desprecio a las clase altas. Además, las bandas de este estilo también componen canciones que no difieren de la cumbia romántica, así como aquellas que abordan problemáticas sociales, algunas veces buscando la toma de consciencia sobre este tipo de problemáticas.
Musicalmente, la cumbia villera no tiene un sonido específico y este suele variar según la banda pero, por lo general, hay un uso intenso de sintetizadores, efectos de sonido, voces de teclado, keytars (teclado-guitarra), batería electrónica y otros elementos de los instrumentos eléctricos. Posee gran influencia de la cumbia colombiana y la chicha. También se encuentran bandas que han hecho canciones donde fusionan cumbia con candombe, rap, reggae y ska.
Por sus orígenes y lírica, la cumbia villera presenta similitudes con estilos como el gangsta rap, el street punk, el rock cabeza y el narcocorrido.

## Historia

### Orígenes y desarrollo inicial
El subgénero cumbia villera nació a fines de los años 1990 en medio de un declive económico y social en Argentina. La introducción de políticas del gobierno de Carlos Menem le dio un rápido crecimiento a la economía de la nación pero progresivamente marginalizó a grandes sectores de la sociedad por causa de la distribución regresiva del ingreso, el desmantelamiento del tejido industrial, y la desregulación estatal. Para fines de la década, Argentina estaba inmersa en una profunda crisis económica. Los sectores populares fueron los más afectados por esta crisis, siendo esta una clase social donde la cumbia era el género musical más popular. Sin embargo, las bandas populares de cumbia de los años 1990 no solían hacer canciones sobre problemáticas sociales, y sus letras se limitaban a temas como el amor o la fiesta. En la misma época, sin embargo, se popularizaron bandas de rock and roll cuyas líricas abordaban problemas sociales y, en muchos casos, relataban las vivencias y costumbres de la juventud de una forma cruda y directa, existiendo canciones que hablaban sobre drogas, sexo, delincuencia, violencia callejera y el odio hacia la policía con un lenguaje vulgar, siendo esto algo novedoso en el rock and roll argentino, ya que, anteriormente cuando se abordaban temáticas de ese estilo las bandas solo utilizaban metáforas, las cuales además distaban de ser agresivas. A dicho estilo lírico de canciones de rock and roll argentino se lo denominó rock cabeza o rock barrial. El término cabeza es un derivado del término peyorativo cabecita negra; en tanto que la denominación de barrial se debe a las líricas asociadas a lo callejero, lo que se asociaba a situaciones acontecidas en los barrios bajos.
De esta manera, Pablo Lescano, tecladista y autor de la lírica de varias canciones de Amar Azul (una de las bandas de cumbia más importantes de Argentina), comenzó a componer letras más vulgares y directas por influencia del grupo 2 Minutos, banda de punk rock que él escuchaba y que forma parte del rock cabeza. No obstante, los restantes integrantes del grupo musical Amar Azul en ocasiones rechazaban algunas canciones que Lescano proponía debido a su agresividad o vulgaridad. Es así que Lescano compró instrumentos y equipamiento para producir una grabación independiente, y en el año 1999 formó una banda con una estética y lírica diferentes a las habituales, y la llamó Flor de Piedra, convirtiéndose así en la primera banda de lo que un año más tarde se denominaría como cumbia villera. Flor de Piedra y Yerba Brava, encabezada por Juan Carlos Ponce "El monito", lideran este nuevo movimiento musical.
Sin embargo, Lescano decidió no formar parte de la misma y se limitó solo a componer sus canciones y ser el representante. Flor de Piedra grabó entonces el primer disco de cumbia villera de la historia, La vanda más loca, pero las compañías discográficas rechazaron distribuirlo, por lo que la banda envió su grabación una emisora ilegal, la cual aceptó. Se usó como corte de difusión del disco la canción Sos botón, convirtiéndose de esta forma en la primera canción de cumbia villera. Inesperadamente tuvo éxito, y así fue que el sello Leader Music finalmente se contactó con Pablo Lescano, informándole que estaba interesado en la banda.
Las grabaciones comenzaron a tener alta rotación, y la banda pronto comenzó a ganar popularidad, propagándose hacia todo el país. Esto hizo que se formen nuevas bandas, algunas en el mismo año (Guachín, Canto Negro o Pala Ancha) y otras a partir del año 2000 (Meta Guacha, Mala Fama, Yerba Brava, etc.). Ese mismo año, tras un accidente en motocicleta que alejó a Pablo Lescano de Amar Azul, pasó varios meses con poca movilidad en su cama, tiempo donde grabó canciones de forma casera usando su voz, por lo cual decidió formar Damas Gratis, banda que, años después, pasó a ser la más importante del estilo, y donde él no solo componía las canciones sino que pasó a formar parte como vocalista y tecladista. Las nuevas bandas además fueron más allá de los cimientos iniciales de Flor de Piedra y comenzaron a explorar nuevos sonidos y temáticas, trayendo elementos del rock (Los Gedes) o la música clásica (Mala Fama), y haciendo las letras más socialmente conscientes (Guachín) o radicalmente agresivas (Pibes Chorros). La crisis que explotó en 2001 en Argentina aumentó fuertemente la popularidad de la cumbia villera y la simbolizó para toda la posteridad como un ícono de una época en la historia argentina. Fue en esta época donde se grabaron algunos de los discos más importantes del estilo, como "100% villero", de Yerba Brava (en 2001); y "Sólo le pido a Dios", de Pibes Chorros (en 2002). El estilo y sus repercusiones musicales fueron ampliamente debatidos en los medios de comunicación, y formó parte del sonido de la serie televisiva Tumberos (de 2002) y las películas El bonaerense" (de 2002) y El polaquito (de 2003). Las bandas de cumbia villera incluso comenzaron a hacer giras musicales internacionales, al principio en países limítrofes, y luego en el resto de Sudamérica y también Norteamérica y Europa. Esta invasión argentina influenció fuertemente al público de los países latinoamericanos donde las bandas se presentaban, y pronto se formaron bandas de cumbia villera provenientes de Uruguay (La Clave), Paraguay (Los Rebeldes), Bolivia (Diego Soria), Chile (Buena Huacho), y México (Cumbia Zero), contribuyendo musicalmente al estilo al usar los diferentes estilos e influencias de los géneros musicales de sus diferentes países, y contribuyendo líricamente al usar el vocabulario y la jerga usada en la vida cotidiana en sus respectivos países.

### Madurez musical
Las tendencias en la cumbia argentina comenzaron a cambiar y algunas medidas nuevas en la industria musical de Argentina que afectaron la temática original de la cumbia villera como la presión de los mánagers de las bandas para que dejaran de cantar letras controvertidas y la censura de las emisoras y del COMFER que prohibió la cumbia villera, aunque en que grado la censura disminuyó el predominio de la cumbia villera o, por el contrario, avivó aún más al género musical, es debatido. La campaña en las villas de grupos cristianos (tanto católicos como evangélicos) también contribuyó. Otras causas incluyen cambios en las bandas de cumbia villera como separaciones (Guachín), cambio de cantantes u otros miembros (Yerba Brava) y caídas en las drogas u otras adicciones (Pablo Lescano), y el ascenso de nuevas bandas de cumbia que eran diferentes tanto en sonido como en letras y hasta estéticas como, La Base Musical que, en términos generales, evitaba las letras controvertidas y en lugar de eso cantaban sobre amor, y denominaron sus estilos como "cumbia base" u otros apodos para evitar las implicancias de ser etiquetados como cumbia villera y subsecuentemente tener prohibido tocar en boliches o recibir promoción, debido a la censura del COMFER.
A lo largo de la década de los años 2000, la cumbia villera continuó teniendo peso en las comunidades trabajadoras y pobres a lo largo de Latinoamérica, con incluso nuevas bandas siendo formadas cada año por toda Latinoamérica y continuando con la evolución del género, junto con las usuales giras que constantemente hacían alrededor del continente las bandas más representativas como Damas Gratis y Pibes Chorros. Tan tarde como en 2007, el 30% de las ventas totales en la industria musical de Argentina eran todavía de grabaciones de cumbia villera. Pero su predominio e influencia en Latinoamérica se disminuyó mucho con el cambio de lírica con la popularización del reguetón a mediados de la década del 2000 y en Argentina, además, con las bandas de cumbia que se popularizaron en esa época utilizando las líricas más habituales de la cumbia, avocadas al romanticismo. Sin embargo, ciertos sociólogos, filósofos y parte de la opinión pública comenzaron a reivindicar a la cumbia villera en la década del 2010 como una representación genuina de la expresión de los marginados sociales, tal como había sucedido con el rock cabeza.

## Características

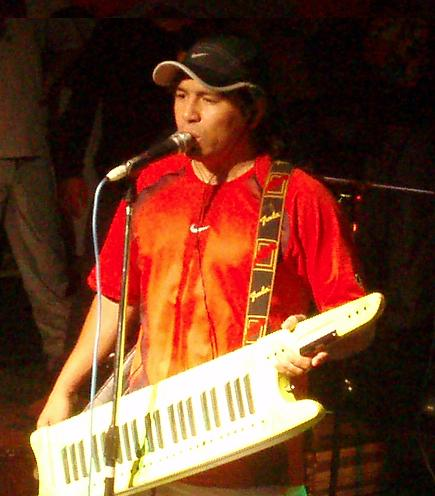
Pablo Lescano (vocalista-tecladista y fundador de Damas Gratis) con su keytar, uno de los instrumentos simbólicos de la cumbia villera. A dicho instrumento también se lo conoce como "teclado-guitarra".

La cumbia villera es un subgénero de la cumbia argentina cuyas canciones abordan frecuentemente temáticas relacionadas con el sexo, las drogas, el alcohol, el fútbol, la pobreza, la represión policial y la delincuencia. Es un vehículo de expresión de las clases populares y los sectores marginales que describe la cotidianidad en la cual se encuentran sumergidas.
El calificativo de villera se refiere a los habitantes o a cualquier cosa que provenga de las villas (denominación que reciben en el país los asentamientos informales conformados en su gran mayoría por viviendas precarias) y también a las personas de clase baja en general, ya que, en sus comienzos, la mayoría del público y los propios músicos de esta corriente eran habitantes de distintas villas del Gran Buenos Aires. Si bien el calificativo es usado en forma peyorativa por aquellos que pertenecen a otras clases sociales, ha sido apropiado por muchos habitantes de las villas, quienes lo utilizan como distintivo de pertenencia y hasta orgullo, pero solo cuando es usado por un miembro del mismo grupo social (en forma similar a la expresión en inglés nigger).
Los Wawancó y Cuarteto Imperial, bandas originarias de Colombia, fueron las precursoras de la cumbia en Argentina, en los años 1960, donde consiguieron tener éxito y sirvieron de influencia para las bandas de origen argentino que entonces se fueron formando desde esa misma década, especialmente en la provincia de Santa Fe (desarrollándose allí la cumbia santafesina) y en el noroeste del país (donde se desarrolló la cumbia norteña). Con la constante migración interna argentina (producida principalmente desde la década de 1940) de habitantes de todo el país (principalmente del norte) hacia Buenos Aires y el Gran Buenos Aires, la cumbia fue ganando popularidad en la capital argentina y sus alrededores (en el sur del área metropolitana la cumbia santafesina comenzó a tener buena popularidad desde los años 1970), así como también debido a la migración de población proveniente de Bolivia y Perú hacia todo el país (en esos países la cumbia desde hace tiempo estaba arraigada en amplios segmentos de la población).
En la década de 1990, marcada en el ámbito político por el neoliberalismo conservador del gobierno argentino (encabezado por el presidente Carlos Menem, quien terminó su mandato en 1999 y fue reemplazado por Fernando de la Rúa), la situación económica y social fue empeorando poco a poco hasta que en el año 2001 se produjo una grave crisis que sumió a buena parte de la población del país dentro del índice de pobreza (en 2002 el mismo superaba el 50% de la población total). Ya desde mediados de los años 1990 los asentamientos informales (llamados villas de emergencia, villas miseria o simplemente villas) formados por población de escasos recursos económicos fueron creciendo de manera notoria en los centros urbanos, así como también se dio un gran aumento de la delincuencia y la violencia callejera.
Desde fines de los años 1980 la cumbia había comenzado a ser el género más consumido en la clase baja argentina, incluso en la capital y sus alrededores, y en los 90 su popularidad siguió aumentando en todos los estratos sociales. Sin embargo, las letras de la cumbia argentina siempre fueron mayormente románticas o referidas a la vida cotidiana, y si bien desde hace tiempo había canciones que abordaban temáticas como el sexo y el consumo de alcohol, no lo hacían utilizando un lenguaje vulgar o explícito. La lírica referida al alcohol y las fiestas se fue dando con mayor asiduidad en la década de 1990, donde tuvo especial injerencia Amar Azul, una de las bandas más exitosas de la época, aunque no había canciones que llegaran a ser consideradas groseras, pero músicos salidos de dicha banda formaron al poco tiempo las tres bandas pioneras en la cumbia villera: Guachin (Grupo), en 1998, y Pala Ancha y Flor de Piedra en 1999. Otras bandas formadas en ese año fueron Canto Negro, Grupo Kalu, Yerba Brava y Sipaganboy.
Pablo Lescano, considerado mentor de la cumbia villera, en Amar Azul, además de tocar el teclado, compuso las letras de algunas canciones, pero otras letras no salieron al aire debido a que otros miembros de la banda las consideraban demasiado explícitas. Su inspiración para escribir letras de este tipo provino principalmente de 2', banda argentina de punk rock que escuchaba en su adolescencia, además de que, según sus propias palabras, la escuchaban todos los jóvenes de su barrio (en la década de 1990 era una banda muy escuchada entre los estratos sociales bajos del país), y notó que en la cumbia de Argentina prácticamente no existían canciones como las de dicha banda, que relataran, en la propia jerga de la juventud de clase baja, los problemas que se daban cada vez con más asiduidad en las calles (principalmente en los barrios bajos), como ser las peleas, el abuso de drogas y alcohol, los conflictos con la policía, la delincuencia, etc. Por lo tanto juntó a varios músicos y un amigo llamado Dany Lescano, a quien colocó de vocalista, y formó la banda Flor de Piedra, y con dinero que había ganado tocando en Amar Azul, pagó el alquiler de un estudio de grabación para la producción del primer disco de la nueva banda, el cual se llamó La vanda más loca, que salió a la venta en 1999 y fue el primero de lo que posteriormente se denominó cumbia villera.
Flor de Piedra intentaba autodenominar como cumbia cabeza -tal es el nombre de una de las canciones de su primer disco- a su estilo (el término cabeza deriva del término peyorativo cabecita negra), mientras que Pala Ancha y Sipaganboy lo intentaban imponerlo como cumbia callejera -nombre del primer disco de Pala Ancha, producido en el año 2000-. Por su parte, El Indio en el año 2000 comienza su carrera y edita su primer disco, llamado Cumbia de barrio, intentando así imponer ese nombre.
Términos como cabeza o de barrio ya eran usados desde hace algunos años en Argentina para caratular al estilo de rock and roll (rock barrial, rock cabeza, punk barrial, punk cabeza, etc.) de bandas como Ratones Paranoicos, Flema, 2', Attaque 77, La Renga, Bersuit Vergarabat, Viejas Locas, Jóvenes Pordioseros, etc., y de hecho ya en los '70 había un estilo de punk denominado street punk (punk callejero en inglés), más adelante llamado oi.
El nombre de cumbia villera aparece en el año 2000 debido al nombre homónimo (Cumbia villera) del primer disco (y de una de las canciones del mismo) de Yerba Brava (cuyo vocalista provenía de la ya disuelta banda Canto Negro).
En ese mismo año surgieron numerosas bandas (Damas Gratis -banda insignia del movimiento de la cual Pablo Lescano es vocalista y tecladista-, Mala Fama, Meta Guacha, etc.) que fueron caratuladas dentro del mismo estilo. Allí la cumbia villera comenzó a tener éxito comercial masivo y los medios de comunicación y la opinión pública de inmediato comenzaron a realizar agresivas críticas, lo cual no hizo más que acrecentar su fama y éxito (algo similar a lo ocurrido en la década de 1970 en Inglaterra con el punk rock). En los siguientes años surgieron numerosas bandas y solistas, entre los que destacan Pibes Chorros (la otra banda insignia de la cumbia villera), Los Gedes, Altos Cumbieros, Supermerk2, Jalá Jalá, La Piba, Eh Guacho, La Base Musical, etc.
Las canciones solían relatar la vida en los barrios más pobres de Buenos Aires y el Gran Buenos Aires. En todo el país, la pobreza y deficiencias educacionales fueron aumentando gradualmente en los años 1990, aumentando la marginalidad de muchos jóvenes de clase obrera que se encontraban en situación de desempleo. Las letras de cumbia villera suelen reflejar este hecho, relatando el estilo de vida de los jóvenes de ese estrato social, relacionada con el consumo de alcohol y drogas y el mantenimiento de relaciones sexuales promiscuas, y también en muchos casos con la delincuencia (las canciones que incurren en esa temática suelen glorificarla).
La corriente comenzó a percibir grandes transformaciones hacia el año 2004, debido a la censura que ya en 2002 recibieron las canciones que usaran lenguaje vulgar o contuvieran letras explícitas. De esta manera las canciones con letras más crudas dejaron de ser difundidas de forma masiva y la propia industria musical comenzó a producir bandas y cantantes (los cuales eran tomados a través de castings) más comerciables con canciones cuyas temáticas estuvieran más alejadas de líricas relacionadas con la vida marginal. Cabe destacar que muchas de las nuevas bandas y cantantes no solían escribir sus letras, de manera que eran los productores quienes las inventaban y en muchos casos simplemente recurrían a hacer covers. De esa manera las bandas de cumbia villera se volcaron a hacer canciones menos agresivas o bien se disolvieron, ocasionando que la corriente tuviera un gran declive. También se dieron casos de bandas (como Pibes Chorros o Yerba Brava) donde los productores, quienes eran propietarios de los nombres de las bandas, reemplazaron a los antiguos músicos por oponerse a los cambios, y en su lugar colocaron a otros, manteniendo el mismo nombre pero con una conformación diferente. Si bien la cumbia siguió teniendo un éxito comercial masivo, las nuevas bandas eran consideradas parte de la cumbia villera meramente por su sonido y no por sus letras, que dejaron de ser explícitas en la mayoría de los casos, por lo cual muchos ya no consideraban villeras a las nuevas bandas y solistas.
A este fenómeno lo acompañó la progresiva mejora económica y social de Argentina, lo cual hizo que la cumbia villera pasara a ser ampliamente consumida incluso por la clase media como música festiva, debido también al ablandamiento de la lírica. Esto hizo que para las nuevas bandas y artistas ya no fuera importante dar una imagen villera, sino que se focalizaron más en la diversión y la festividad, relacionadas también con el sexo, el alcohol y las drogas blandas, pero de forma menos agresiva.
Con la cumbia villera nació la tribu urbana (o subcultura) de los cumbieros (cabe aclarar que con el término "cumbiero" también se denomina a cualquier oyente o fanático de cumbia más allá de pertenecer o no a la subcultura mencionada), los cuales son seguidores de las bandas de la corriente y en su gran mayoría pertenecen a la clase obrera. Su vestimenta en un principio tenía cierto parecido a la de los rolingas (subcultura argentina originada a mediados de los años 1980 que influenció a los cumbieros en su forma de vestir y se relaciona a la afición a The Rolling Stones), aunque ligeramente más deportiva. El pelo se solía usar largo o medianamente largo, lo cual era común desde hace algunas décadas en la juventud urbana argentina, influenciada por las subculturas hippie, metalera y rolinga, que tuvieron una presencia significativa en las ciudades grandes del país desde los años 1960 (en el caso de los hippies, ya que las otras dos subculturas aparecieron en el país en los años 1980 -a fines de esa década los hippies comenzaron a disminuir notablemente-). Hacia mediados de los años 2000 la vestimenta pasó a ser más deportiva y ancha, y también se hizo más común el uso de pelo corto, todo ello influenciado por la subcultura hip hop, y a veces tiñéndolo de distintos colores, lo cual fue tomado de la subcultura punk. A fines de la misma década la vestimenta volvió a tener ligeros cambios y se hizo común el uso de ropa ancha pero más elegante y menos deportiva, esto debido a la mejora social que tuvo Argentina y a la gran incursión que hicieron los jóvenes de clase media en la cumbia villera. También se hizo común el uso de pequeñas crestas al ras del pelo (no levantadas con gel como suelen hacer los punks), a veces teñidas de amarillo.

## Influencias
Dentro de su composición musical, la cumbia villera toma algunos sonidos electrónicos de la cumbia sonidera, y el sonido del acordeón de una vertiente de la cumbia colombiana. En Argentina el acordeón diatónico se usa para tocar un género musical folclórico llamado chamamé; en la cumbia, en lugar del diatónico se utiliza el acordeón de teclado y pistones. Las bandas de cumbia peruanas y bolivianas de las décadas de 1970, 1980 y 1990 también fueron influyentes en el origen de la llamada cumbia villera.
Las temáticas frecuentadas por la cumbia villera ya habían sido abordadas desde mediados de los '80 por las bandas de rock rolinga y rock barrial (incluido en esas categorías el también muy denominado punk barrial) en general pero de manera menos frecuente y a veces menos explícita. Esa corriente del rock and roll argentino tuvo una importante influencia en la cumbia villera, heredando esta ciertos códigos de lenguaje y comportamiento, los cuales eran comunes en parte de los jóvenes de clase baja, que en los 1980 y 1990 solían tener como música predilecta a ese estilo de rock and roll. Bandas como Ratones Paranoicos, Flema, 2', Attaque 77, Viejas Locas, Bersuit Vergarabat, La Renga, etc., ya habían avanzado en líricas acerca del consumo corriente de bebidas alcohólicas y drogas, el sexo promiscuo, la identificación barrial (similar a la identificación o simpatía por un equipo de fútbol), la violencia callejera, la delincuencia y el odio hacia la policía y un entendible rechazo a la burguesía, todo ello utilizando a veces un lenguaje vulgar y explícito. Bandas como Bersuit Vergarabat de hecho hicieron algunas canciones donde se mezclaron la cumbia y el rock and roll. En los años 2000 aparecieron varias bandas underground del movimiento punk que mezclan ese estilo con la cumbia.
El chamamé también tuvo influencia cultural y musical sobre la cumbia villera debido a la migración de población del nordeste argentino (de donde es originario) y Paraguay hacia Buenos Aires y alrededores, donde se relacionó con población proveniente de otras regiones del país y de países cercanos donde la cumbia ya estaba arraigada. En el chamamé hay ejemplos desde mediados del siglo XX de canciones que hablan de conflictos con la policía, borracheras y peleas, aunque la lírica suele ser más poética. Existen desde hace algunas décadas además bandas que fusionan cumbia y chamamé, como Los Caú, Los Dioses del Chamamé y Los Caté. Mala Fama, importante banda de cumbia villera, tiene una canción de chamamé.
El rap es otro género que influenció fuertemente a la cumbia villera principalmente desde lo cultural, aunque hay bandas que mezclan cumbia con rap (como Bajo Palabra, banda de rap que en la mayoría de sus canciones lo suele fusionar con algo de cumbia).
El reggae y el ska son géneros en los que incursionaron bandas de cumbia villera como Damas Gratis, Flor de Piedra, Mala Fama y Los Gedientos del Rock, entre otras, generalmente mezclándolo con cumbia. También hay bandas y solistas de reggae (como Fidel Nadal) que han hecho canciones donde lo mezclan con cumbia. En el ska, el ejemplo más importante es el de Los Auténticos Decadentes, banda que si bien está etiquetada dentro del ska, tiene canciones de muchos otros géneros (bolero, cuarteto, cumbia, pop, etc.), y ya desde un comienzo tuvo algunas canciones de cumbia. De hecho es una banda muy popular en Argentina en todos los estratos sociales, y algunas de sus canciones tienen temáticas ''groseras'' pero hechas de manera humorística. Esta banda fue otra de las que tuvo influencia clara en la cumbia villera con su tan característica mezcla de géneros musicales populares en el país y especialmente en la clase obrera. Otras importantes bandas de ska que hicieron canciones de cumbia son Los Fabulosos Cadillacs y Dancing Mood.
El cuarteto tiene una influencia indirecta. Es un género originado en Argentina, en la provincia de Córdoba, y llegó a Buenos Aires también a través de migraciones internas. Ya en la década de 1980 hay ejemplos de canciones que mezclaban cumbia y cuarteto en bandas que posteriormente influyeron en la cumbia villera.
Las influencias del tango y de la milonga también son indirectas puesto que ya son parte de la cultura argentina (en el caso del tango especialmente de la cultura de Buenos Aires y alrededores) desde hace décadas. La influencia del candombe también llega a la cumbia villera y a través de la murga (celebración similar a un carnaval -aunque más pequeña- donde se usa de música al candombe, así como en los carnavales de Brasil se usa de música a la samba), festividad tradicional de Buenos Aires (especialmente en los barrios humildes). Yerba Brava y Los Gedientos del Rock son bandas que tienen canciones donde mezclan cumbia y candombe.
El reguetón tuvo una influencia musical en la cumbia villera desde fines de la década del 2000. Si bien la mayoría de las bandas que utilizan sonidos tomados del reguetón no son de cumbia villera, bandas de ese movimiento que actualmente son importantes, como La Liga, lo hacen.
La música electrónica desde los primeros años de la cumbia villera comenzó a hacer notar su influencia. Bandas como Damas Gratis y Eh Guacho solían presentar remixados de sus propias canciones, en donde colocaban múltiples sonidos y efectos de la música electrónica. El pop comenzó a tener influencia a partir de fines de los años 2000, lo cual es evidente en el sonido de solistas que en los últimos años fueron los más exitosos de la cumbia villera, como El Dipy y Mc Caco.

## Difusión fuera de Argentina
Las grabaciones de cumbia villera han llegado a diversos países del sur del continente y México. Se ha llegado a difundir en países como Uruguay, Chile, Paraguay, Bolivia, México y Colombia. Dado que el estilo cumbia en general se ha extendido por toda Latinoamérica, no es fácil determinar las fuentes e influencias del sonido específico de un país, por lo que es más razonable hablar de un fenómeno cultural de influencias mutuas y entrecruzadas.
Es importante destacar que si bien todos estos países hablan español, el vocabulario local varía mucho, y en particular el utilizado por los grupos de cumbia villera argentina puede resultar difícil y hasta incomprensible para habitantes de otros países, lo que limita sus posibilidades de éxito. 
Sin embargo, en países hispanohablantes ha permeado el género adaptándose de manera local a las idiosincrasias respectivas de cada país, lo que incluso ha generado un interés en crear agrupaciones musicales locales dedicadas a este género e inclusive hacer que el público local de cada país se motive a buscar las auténticas creaciones de cumbia villera originarias del país que lo comenzó todo, con ello generando nuevas bases de fanáticos de los grupos argentinos originales en varios países hispanohablantes como los que se mencionan a continuación.

### México
A México llegó por parte de las barras bravas de Argentina que viajaban desde el sur del continente a los partidos de fútbol de los equipos gauchos contra mexicanos cuando estos últimos disputaban torneos de Conmebol (Copa Libertadores y Copa Sudamericana), de ahí se extendió hacia algunas partes del país con éxito limitado aunque llegó a aparecer en programas de televisión nacionales. En 2003, Pablo Lescano y Damas Gratis, junto al cantante de reggae Fidel Nadal, llegaron a Monterrey y tocaron en el Café Iguana, en un show organizado por la barra brava de Tigres. Entonces, se viralizaron hits como «Laura» y «El humo de mi fasito» entre las barras de Tigres y del Monterrey, además de bailes que se hacen en la ciudad. En 2015 llegó a tener su propio festival, el Festival Sos Villero, donde han tocado exponentes como Damas Gratis, El Pepo y Supermerka2, entre otros. Es frecuente que se escuchen diferentes versiones realizadas por los grupos musicales locales de éxitos ya consolidados cuyo origen provienen de esta corriente musical, por ejemplo, la canción «No te vayas», original de Ráfaga, en México fue interpretada por Aarón y su Grupo Ilusión.
En Ciudad Juárez, en una sola ocasión como promoción a través del grupo Damas Gratis y sus CD se venden en poco volumen en las principales tiendas del país como Sanborns y Mixup por importación y realiza conciertos en sectores populares del oriente y norte de la Ciudad de México, además, en 2008, el grupo musical veracruzano Super Lamas ha editado un CD bajo el sello Universal Cumbia con sabor villero.
Otro grupo de cumbia villera al estilo mexicano que dio una vuelta a la generación musical en México es Cumbia Zero, grupo nacido en 2007 en Nezahualcóyotl que obtuvo un gran éxito con su canción «Ya pasará»; este grupo de diez integrantes mezcló una combinación de líricas de amor y desamor con la música y sonidos actuales, y sigue sonando en las estaciones de radio. Es uno de los pocos grupos de cumbia villera todavía vigentes en México, así como otras agrupaciones que han hecho buenos aportes al género, tales como Klasiqueros, Los Negros Fumancheros (mezclando cumbia villera, salsa y bachata), Tu Fazo y Atrako Guachín (ambos mezclando cumbia villera con tex-mex), Los Ojos Rojos (a partir de Los Reyes Vallenatos), Barra Libre (originalmente un proyecto colombiano), Mala maña, La Kondena y Pura marihuana.

### Paraguay
En el caso del Paraguay, y ejemplificando las influencias mutuas mencionadas anteriormente, cabe mencionar que por muchos años una de las bandas de cumbia más populares de la Argentina fue Los Wawancó, de origen indeterminado, y de un estilo mucho menos agresivo que la cumbia villera. La influencia de grupos como Los Wawancó se extiende hasta hoy en la cumbia santafesina, de estilo romántico (la provincia argentina de Santa Fe está culturalmente cercana al Paraguay). La moderna cumbia villera ingresó al Paraguay a través de las distintas emisoras locales y del flujo constante de paraguayos a la Argentina, los primeros grupos en tocar y grabar cumbia villera fueron: "Tornado", "Grupo Rebeldes" y "Cómplic´s", quienes ya incluían este estilo en sus repertorios y grabaciones de promoción. Luego llegó el grupo que impuso definitivamente la cumbia villera en Paraguay que se denominó Máximos Cumbieros, cuyo vocalista presentaba un acento porteño para entremezclarse con los demás grupos argentinos, y posteriormente surgieron nuevas agrupaciones a tal punto de que un grupo de roqueros de la alta sociedad asunceña cambió de estilo musical, del rock a la cumbia introduciéndose al mercado musical paraguayo con la frase, "desde Jujui" que tuvo repercusión, y la agrupación se denominó Los Kchiporros.
Otros grupos de cumbia villera en Paraguay: El Aguante, Zona 10, CumbiaJuan, Café caliente, Remixero, El Bache, Los Qranderos, Nadia la cachorra, entre otros.

### Bolivia
Esta corriente ingresó a Bolivia en el año 2000 con la irrupción en el mercado de los grupos: Flor de Piedra, Damas Gratis, Mala Fama y Yerba Brava; pero llega a su auge el 2004 con los grupos La Base Musical, América Brass, Águilas de Corazón, Los Sigmas, Agrupación Nicotina (de Bolivia) y otros, gracias a las recopilaciones de éxitos de cumbia andina de los años ochenta.
A partir del año 2006, en Bolivia este subgénero se dividió en dos corrientes una la "Clásica Cumbia Villera Argentina" y el "Villero Paceño" o también conocido popularmente como "Villero Chicha", que surgió a raíz de la fusión del primero con la Cumbia Sureña.

### Uruguay
En Uruguay los grupos de cumbia villera son, 100% (banda)|100%, La criatura y La Clave, La Token Cumbia Pa Bailar, Barrilete Cósmico! Vcosmico, La Monada, La Quemanda, Raskaman, La Plebe, A Otro Nivel, Más Que cumbia, Marka Akme, El Alto tun Romántiqueros, Resk-t, La PBC, Quebrando stilo, La B33zona, Roja Flor de Cumbia, El Quinto Pabellón, etc. 
En Uruguay es Fuerte  la Charanga o Cumbia del interior en más de la mitad del país y la plena preferentemente en Montevideo y entre sus principales exponentes de charanga o Cumbia del interior arraigada fuertemente en el interior se encuentran Lucas Sugo, Sonido Caracol, Martin Piña, La Dupla, Chacho Ramos, Banda Zeta Tambora, Karta Blak, La Máquina Sonido Profesional Mario Silva, Mario Silva Jr, Kumbia Base Karabel y Sonido Cristal.
En el año 2001 viene el monito Juan Carlos Ponce con la banda original de gira por Uruguay y grupos como Mala fama, La Piba, Bajo Palabra, al explotar la cumbia villera
En el año 2002 Perla "La Piba" alcanzó muchos éxitos por Uruguay incluso al salir en el programa ser urbano una gira por Uruguay en el año.
En el 2003 y 2004 con la afluencia de la Cumbia Base vienen grupos y suenan en todos los boliches desplazando todo grupos como La Base, Eh Guacho, El Original, La Rama, Puro Movimiento dj, Escucha, Yerba Brava, Banda Uno, Supermerk2 que explotó todo en su momento y sigue explotando de lo que se sigue escuchando.
En el 2006 se escuchan éxitos como el bombón asesino de los palmeras o por la Ihuana Mary. 
2009 alcanzó un gran éxito bandas como El Perro, Miguelito, La Champions Liga, La Fasebuk, Marito El Sarna, Jackita con el grupo La Zorra y Gigaboys, que siguen sonando en Uruguay
Por el 2017 2018 Pablo Lescano y sus Damas Gratis copan Landia y se escuchan en todos lados los temas no te creas tan importante, me vas extrañar , independiente la parte del país
También existe otra nueva corriente denominada "cumbia Cheta" como lo son Rombai, Mano Arriba,dame cinco,canto para bailar ,Mawi ,Miway,Márama, Agustín casanova,Dame un beso,7 y 3 la revolución,Golden roket,Valeria Gauy entre otros.

### Colombia
Los inicios de la cumbia villera en Colombia eran casi que inminentes, ya que este género musical se había desatado con fervor por todo el rincón sudamericano. Entre 2004 y 2006 con el furor del barrismo en las diferentes ciudades y su influencia argentina conllevó a que también la banda sonora de las barras argentinas como lo es la cumbia villera tuviera acogida y se empezaron a escuchar las primeras canciones que fueron éxitos en Argentina tanto de los Pibes Chorros como de Damas Gratis, también Amar Azul, Yerba Brava y demás representantes, era común escuchar en las fiestas de barrios populares canciones como Qué calor, Laura, La colorada, entre otras; hacia el 2009 se formaban la primera banda de Cumbia Villera en Colombia, más específicamente en Bogotá, Los Pibes Rolos. Algunos de sus temas tuvieron relevancia, pero finalmente no hubo un proyecto establecido por la banda, esta sigue sonando pero bajo el nombre de Cumbia Delito.
Actualmente la cumbia villera goza de una buena acogida y  los grupos representativos vienen una o dos veces al año a Festivales de Gran Calibre como el Estereopicnic o El Cordillera, también es común conciertos específicos con una banda grande para todo el público o contratados por alguna barra en específico con el fin de celebrar fechas importantes de su equipo o barra. Además, han salido exponentes propios como Eminencia Villera que toca especialmente covers de las principales bandas Suramericanas y curiosamente es conformado por hinchas de diferentes equipos, dándonos a entender que la cumbia no es de X o Y Barra sino que está ligada al Fútbol en General.

### Chile
La cumbia villera causó furor en Chile, este no se quedó atrás a la hora de crear y varios grupos comenzaron a surgir, grupos como La Última primer grupo de Cumbia Villera en Chile desde el 2002 aunque desde antes tocaban cumbia tropical (1999) siendo de la octava región, o Furia Latina quien transformó su estilo de sound a villero en el 2001 y que en el 2002 grabaron su primer disco en Argentina que se llama La Danza de La Pobla. Detrás de ellos en ese mismo año salió Buena Huacho que ganaron un concurso radial el cual consistía en grabar un disco completamente gratis y sonarían en la radio también, todo esto fue gracias al consorcio musical de Chile. Luego surgió el grupo Súper Cumbieros de un concurso en el cual el grupo ganó un proyecto del gobierno llamado "La cultura del pueblo", con la mayoría de sus temas covers en sus discos fue uno de los favoritos, mientras que en Temuco ya habían salido varios grupos, como La Tekla, Ta' La Mano, Palmas Arriba y Funa Guacha (que más tarde cambiaría su nombre a El Enganche, que tocó por todo el sur de Argentina y Chile), luego surgió el grupo Pásale Bala, que sacó dos discos y otros de difusión e inéditos. Con el tiempo fueron perdiendo popularidad y ya casi no están activas agrupaciones de este estilo aunque algunas continúan. Entre el año 2008 y 2010, cuando el estilo ya no era tan popular, surgieron grupos nuevos y solistas. Desde 2014 en adelante hubo un renacimiento del estilo en Chile, ya que empezaron a surgir nuevas bandas y solistas, siendo una de las destacadas la banda Meta Cumbia de la octava región, y otras que se habían separado volvieron a unirse. A principios de 2022 surgió un nuevo grupo llamado La Yerba de Chile, que trajo devuelta el clásico sonido de la cumbia villera al más puro estilo "Yerba Brava", causando varios adeptos en Chile y algunos países sudamericanos en pocos meses.